# Konståkningsklubben Sollentuna
Konståkningsklubben i Sollentuna, KKS, bildades 1968. Färgerna var blått, rött och vitt. 1972 startade klubben sin egen tävling Grafströmspokalen, som fick sitt namn efter en av Sveriges främsta konståkare genom tiderna Gillis Grafström. Det var en populär tävling trots att man ibland fick avsluta friåkning eller figurer i -15 grader och snöfall. Numer arrangeras en tävling som heter Isidor som är namnet på en isbjörn. Denna isbjörn uppträder i festligare sammanhang på isen till exempel vid jul- och avslutningsshow på våren.
Klubben har idag omkring 200 åkare i olika kunskapsnivåer och tränar i huvudsak på Sollentunavallen.